# أليسون فيليكس

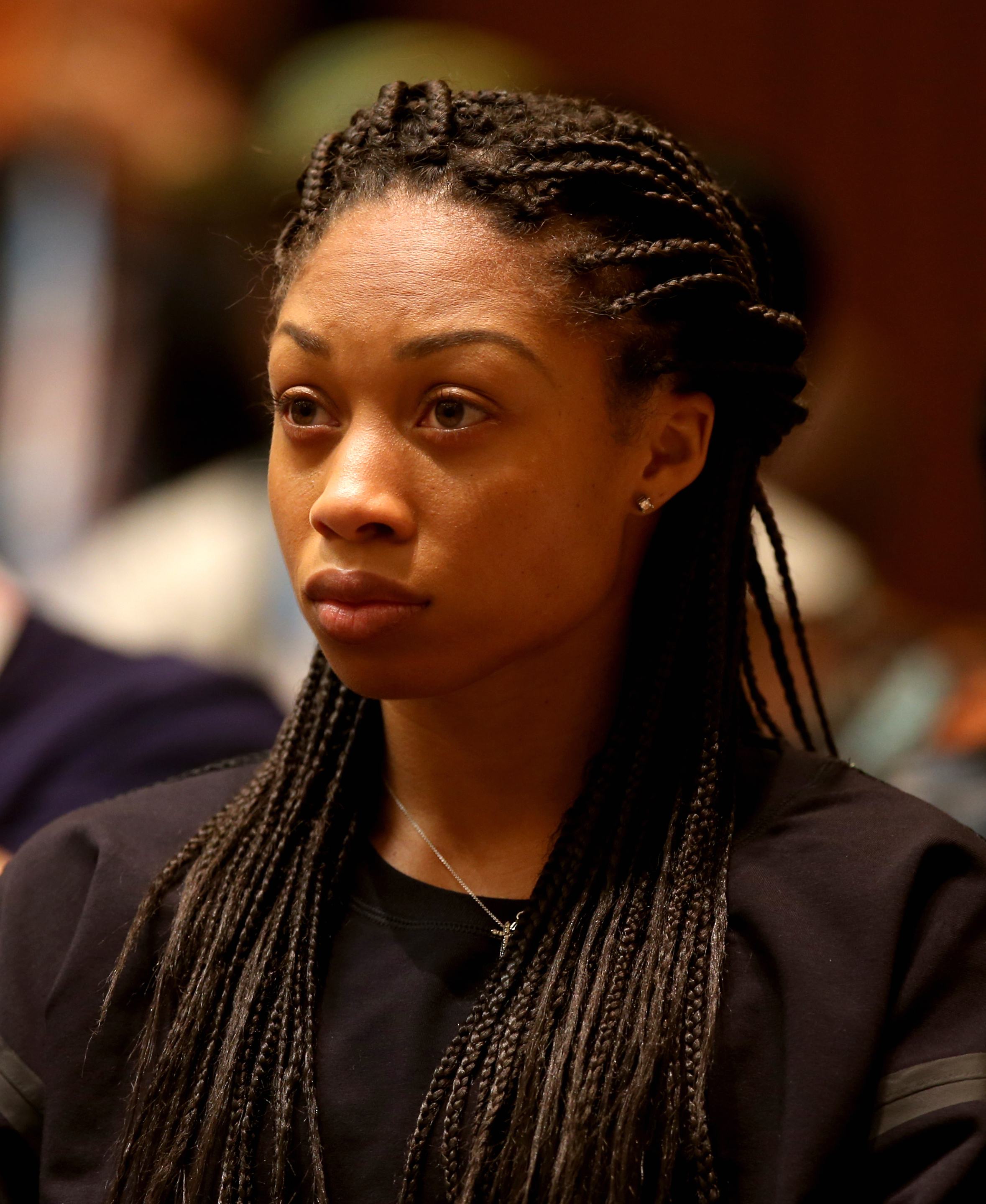

أليسون فيليكس (Allyson Felix) هي لاعبة أولمبية لرياضة ألعاب القوى من الولايات المتحدة. شاركت في الأولمبياد الصيفي في 2004–2012، وفازت بما مجموعه 6 ميداليات.

## الميداليات
| ذهب | فضة | برونز | المجموع |
| 4   | 2   | 0     | 6       |

## روابط خارجية
- أليسون فيليكس على موقع الموسوعة البريطانية (الإنجليزية)
- أليسون فيليكس على موقع ميوزك برينز (الإنجليزية)
- أليسون فيليكس على موقع الاتحاد الدولي لألعاب القوى (الإنجليزية)
- أليسون فيليكس على موقع الاتحاد الأمريكي لسباقات المضمار والميدان (الإنجليزية)
- أليسون فيليكس على موقع الاتحاد الأمريكي لسباقات المضمار والميدان (الإنجليزية)
- أليسون فيليكس على موقع الدوري الماسي (الإنجليزية)
- أليسون فيليكس على موقع اللجنة الأولمبية الدولية (الإنجليزية)
- أليسون فيليكس على موقع أوليمبيديا (الإنجليزية)
- أليسون فيليكس على موقع اللجنة الأولمبية والبارالمبية الأمريكية (الإنجليزية)